# Jardín zoológico de Praga
El Jardín zoológico de Praga (en checo: Zoologická zahrada Praha) es un zoológico en Praga, capital de la República Checa. Fue inaugurado en 1931 con el objetivo de "avanzar en el estudio de la zoología, la protección de la vida silvestre, y educar al público" en el distrito de Troja, en el norte de Praga. El zoológico ocupa 45 hectáreas (111 acres) y casas con unos 4.400 animales que representan 670 especies de todo el mundo. El Jardín Zoológico de Praga ha contribuido de manera significativa a salvar el caballo de Przewalski. Durante muchos años fue el mayor criador de la especie en el mundo. En 2007 la revista Forbes Traveler coloco al zoológico de Praga entre los mejores zoológicos del mundo.

## Galería

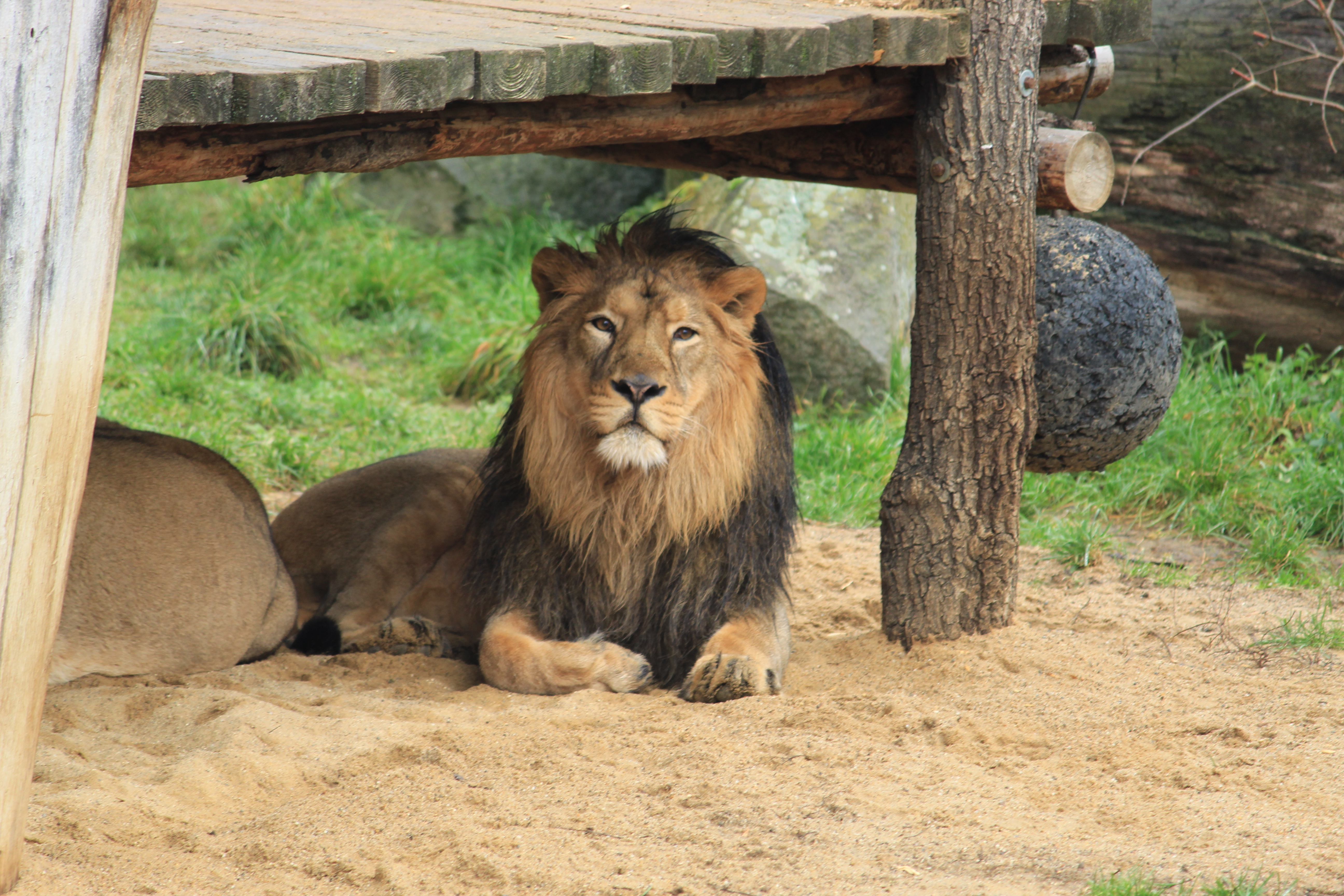
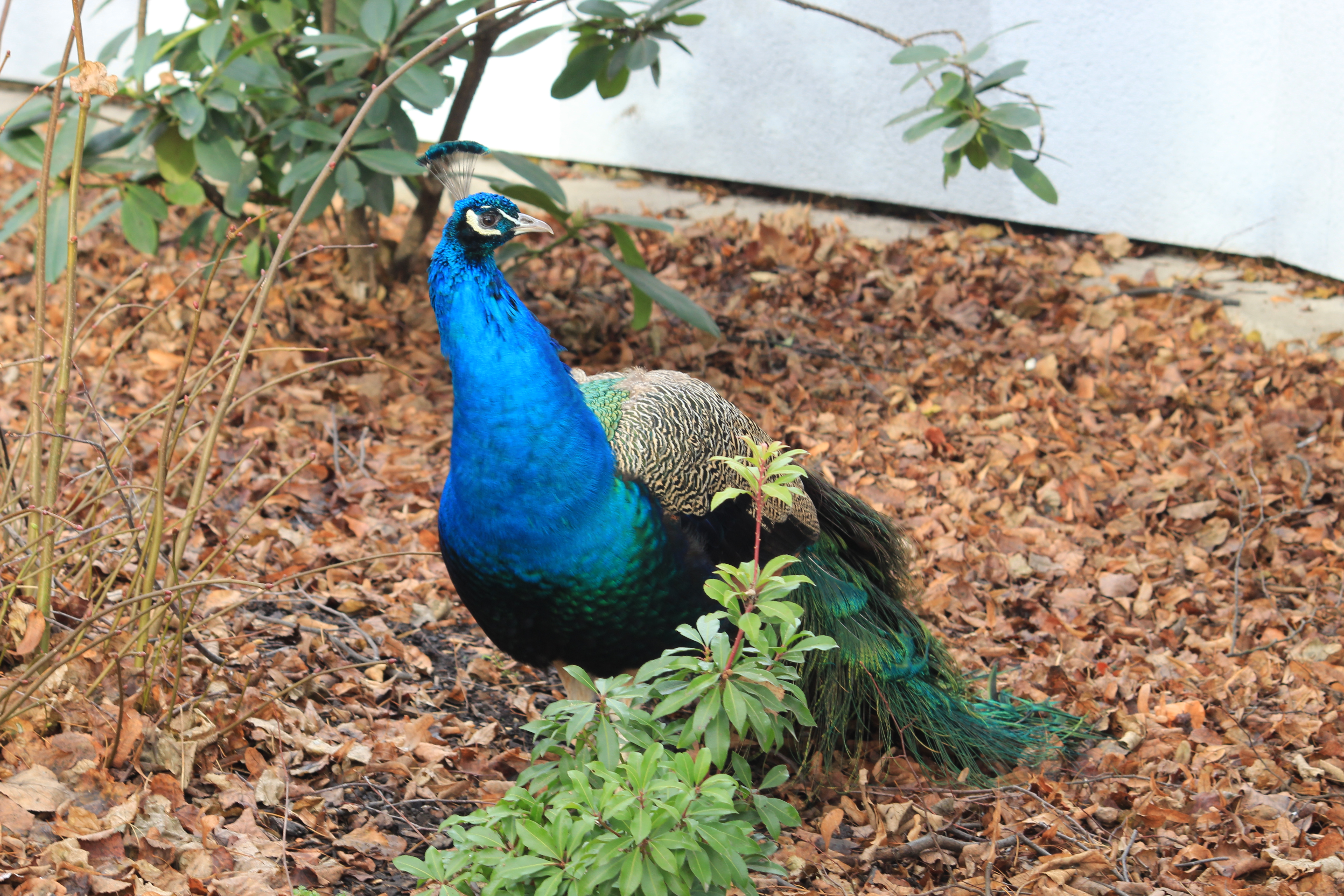
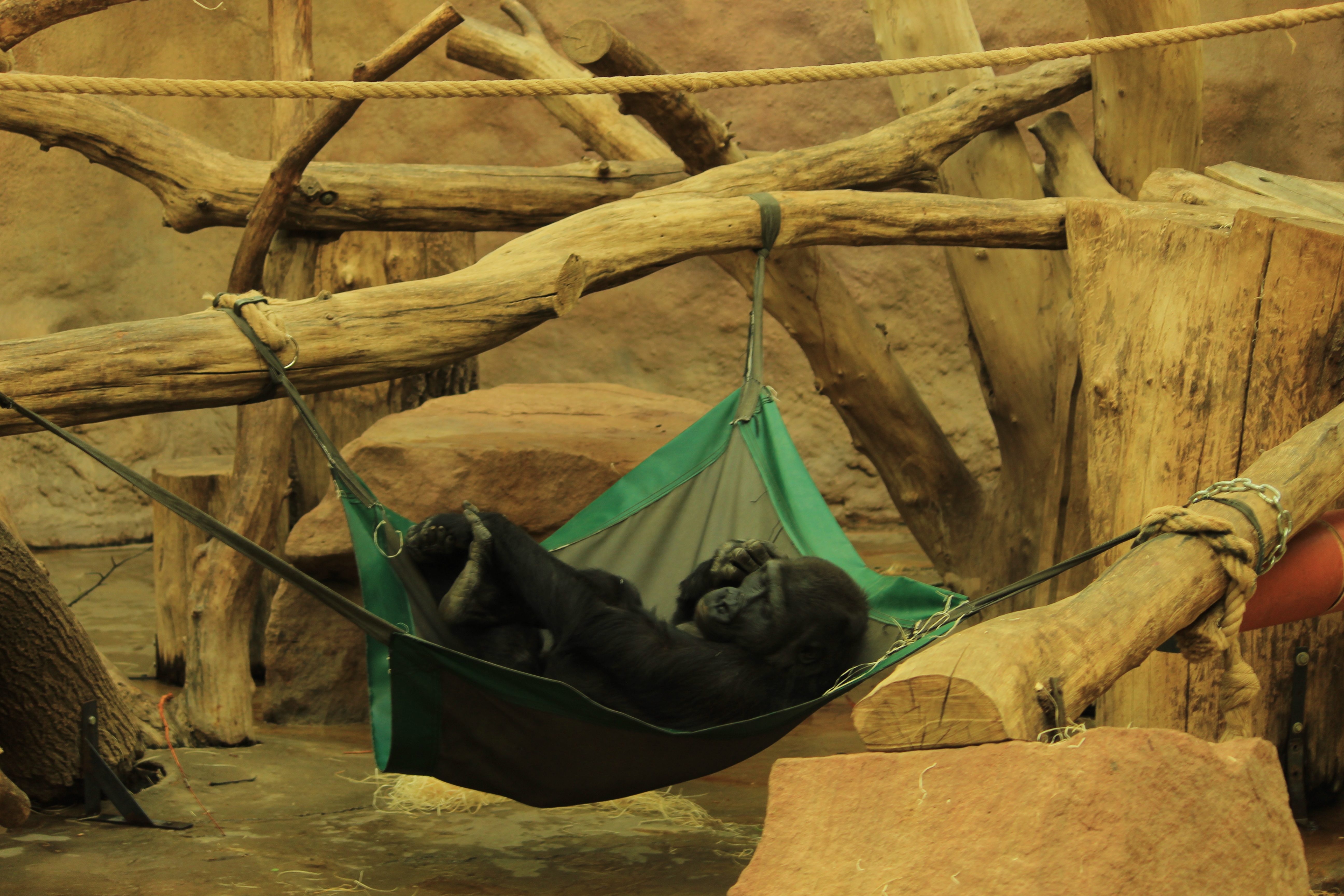
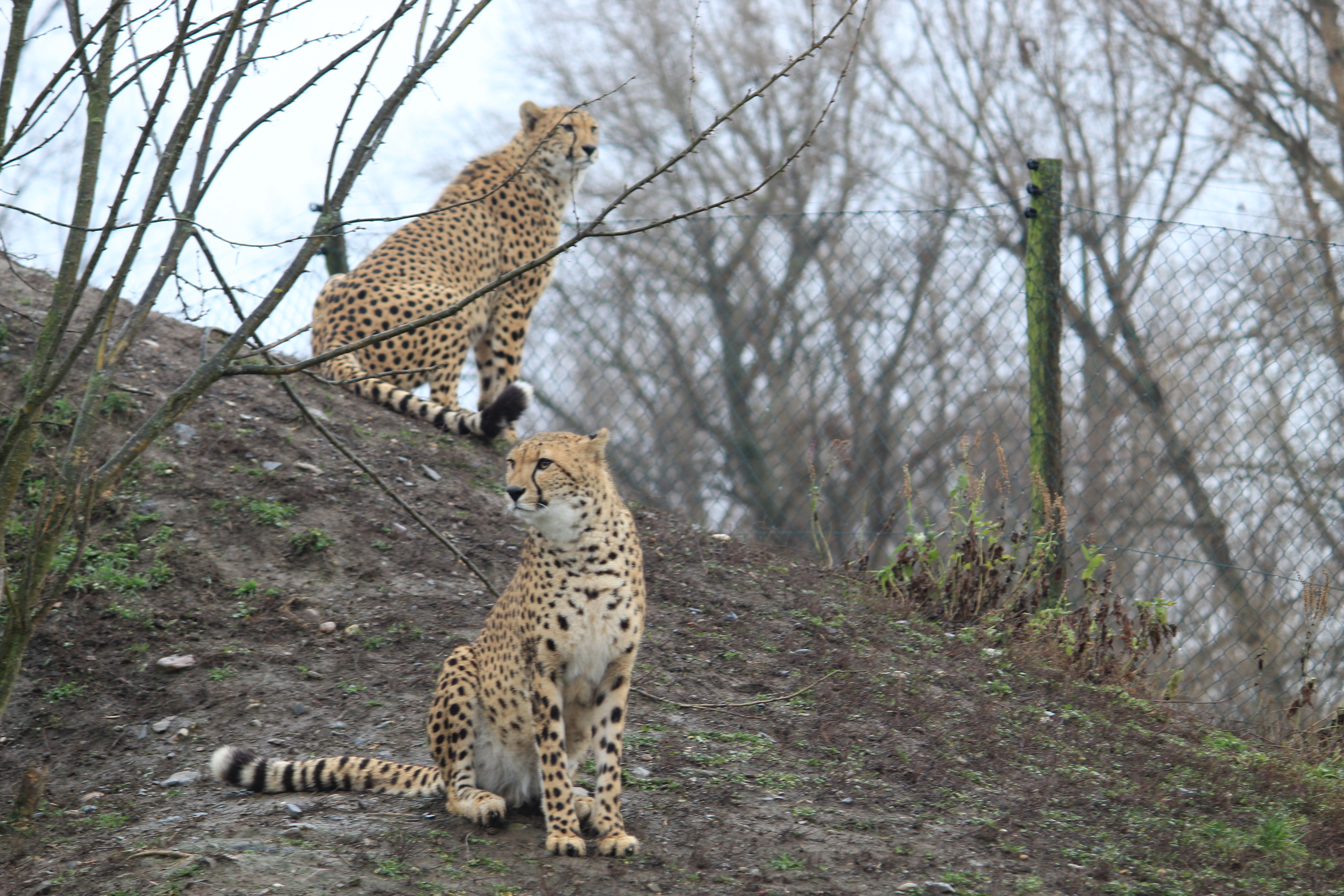